# توماس هانتون
توماس هانتون (انگلیسی: Thomas Hunton; ۳۰ اکتبر ۱۸۸۵ – ۲۱ آوریل ۱۹۷۰) فرد نظامی اهل بریتانیا بود. وی همچنین برندهٔ جوایزی همچون نشان حمام، نشان امپراتوری بریتانیا و نشان سلطنتی ویکتوریایی شده‌است.